# کمال خداوردی‌اف
کمال آقاحسین اوغلو خداوِردی‌اف بازیگر اهل کشور جمهوری آذربایجان بود. وی در فیلم نبرد در کوهستان بازی کرده بود.

## زندگی‌نامه
کمال خداوردی‌اف ۳ ماه مه سال ۱۹۳۸ در شهر باکو زاده شد. پس از آنکه تحصیلات عالی خود را در سال ۱۹۶۵ به پایان رساند، به پیشنهاد «توفیق کاظمف»، کارگردان ارشد تئاتر درام ملی آکادمی دولت آذربایجان، در روز ۱ اکتبر همان سال به این تئاتر پذیرفته شد. به جز یک دوره کوتاه، فقط در این تئاتر کار کرد.
کمال خداوردی‌اف افزون بر تئاتر، در نمایش‌های تلویزیونی شبکه دولتی آذربایجان نیز نقش‌های بسیاری را ایفا و در سال‌های مختلف در فیلم‌های استودیوی آذربایجان‌فیلم نقش‌های متفاوتی را بازی کرد.
کمال خداوردی‌اف در ۲۳ آوریل سال ۲۰۰۸ درگذشت.

## نشان‌ها
- هنرمند خلق آذربایجان - ۲۲ مه ۱۹۹۱[۴]
- هنرمند افتخاری آذربایجان شوروی - ۱۹۸۲